# Burmeisteriellus mirablilis
Burmeisteriellus mirablilis is een keversoort uit de familie bladsprietkevers (Scarabaeidae). De wetenschappelijke naam van de soort is voor het eerst geldig gepubliceerd in 1868 door Schickendantz.